# 艾迪·凯伊·托马斯
艾迪·凯伊·托马斯（英語：Eddie Kaye Thomas，1980年10月31日—）出生于美国纽约州纽约市，为美国著名男演员。

## 生平
托马斯于1980年出生在美国纽约州纽约市。，7岁时开始演艺生涯，10岁参演布鲁克林莎士比亚公司的理查三世话剧，两年后登上纽约百老汇舞台。
1999年，托马斯开始和导演乔恩·赫维兹和海登·施拉兹伯格合作，拍摄了多部《美国派系列电影》。2004年，托马斯出演《豬頭漢堡飽》，当时被誉为他最优秀的作品。